# Boris Leonidovič Vjazemskij
Boris Leonidovič Vjazemskij in russo Борис Леонидович Вяземский? (San Pietroburgo, 26 settembre 1883 – Grjazi, 24 agosto 1917) è stato uno storico, naturalista e ornitologo russo.

## Biografia
Figlio primogenito del principe generale Leonid Dmitrievič Vjazemskij (1848-1909) e di sua moglie, la contessa Marija Vladimirova Levašova (1859-1938), erede del maniero di Aspen Grove, Boris nacque a San Pietroburgo nel 1883.
Nel 1902 si diplomò al ginnasio di San Pietroburgo e successivamente si iscrisse alla facoltà di giurisprudenza dell'università della capitale. Entrò nel servizio militare come cornetta del reggimento di cavalleria delle guardie del corpo dello zar. Ritiratosi dal servizio attivo, venne eletto senatore ed il 22 gennaio 1910 venne nominato segretario personale del Presidente del Consiglio dei ministri, Pëtr Arkad'evič Stolypin (fino al 1911). Nel 1910 lo accompagnò in un viaggio in Siberia. Si ritirò dal servizio pubblico il 19 marzo 1912.
Nel 1912 venne eletto alla carica di maresciallo distrettuale della nobiltà, e il 14 novembre dello stesso anno ricevette il titolo di valletto di camera dello zar. Dal 15 dicembre 1915 fu membro del consiglio del Ministero dell'Interno, ed il 26 maggio 1916 venne promosso assessore collegiale. Magistrato Onorario del distretto di Usman', fu membro dell'assemblea provinciale di Tambov, divenendone presidente dal 1º giugno 1917. Nel marzo 1917 aderì al Partito Democratico Costituzionale.
Nella sua tenuta Lotarevo, il principe Vjazemskij fu sempre impegnato in opere di beneficenza ed educative. Nel 1911 costruì un ponte in cemento armato sul fiume Bajgora, nel 1914 una centrale elettrica e nel 1915 una nuova scuola a Korobovka.
Il principe Vjazemskij si dilettò per tutta la sua vita in esperimenti fenologici e nell'ornitologia. Per molti anni si dedicò all'osservazione dei fenomeni naturali, compilando anche un calendario fenologico con annotazione dei propri esperimenti botanici condotti nella tenuta di Lotarevo, arricchendo la propria collezione di specie vegetali con alberi e arbusti rari. Interessatosi anche di zootecnica, cercò di introdurre in Russia nuove tecniche per l'allevamento dei purosangue e del pollame. Nella sua tenuta raccolse anche importanti e preziosi libri di ornitologia e botanica.
Si distinse anche come storico della Russia. Nel 1905-1906, la sua ricerca sul consiglio privato dello zar nei secoli gli valse la medaglia d'oro dell'Università di San Pietroburgo. L'opera venne data alle stampe nel 1909.

### L'omicidio
Il principe Boris Vjazemskij fu ucciso dai soldati bolscevichi il 24 agosto 1917 presso la stazione di Grjazi. Il suo corpo venne sepolto nella cripta Levaševskij del monastero di Sant'Aleksander Nevskij.
La granduchessa Ksenija Aleksandrovna Romanova scrisse in una lettera al conte S. D. Šeremetev: “...Che dolore e che orrore è stato apprendere dell'assassinio del povero Boris Vjazemskij. Povera Lily [la moglie], il mio cuore sanguina al pensiero di lei".